# Alcantara (Cebu)
Alcantara is een gemeente in de Filipijnse provincie Cebu op het gelijknamige eiland. Bij de census van 2015 telde de gemeente ruim 15 duizend inwoners.

## Geografie

### Bestuurlijke indeling
Alcantara is onderverdeeld in de volgende 9 barangays:
- Cabadiangan
- Cabil-isan
- Candabong
- Lawaan
- Manga
- Palanas
- Poblacion
- Polo
- Salagmaya

## Demografie
Alcantara had bij de census van 2015 een inwoneraantal van 15.160 mensen. Dit waren 1.604 mensen (11,8%) meer dan bij de vorige census van 2010. Ten opzichte van de census van 2000 was het aantal inwoners gegroeid met 3.628 mensen (31,5%). De gemiddelde jaarlijkse groei in die periode kwam daarmee uit op 1,81%, hetgeen hoger was dan het landelijk jaarlijks gemiddelde over deze periode (1,72%).
De bevolkingsdichtheid van Alcantara was ten tijde van de laatste census, met 15.160 inwoners op 35,2 km², 430,7 mensen per km².

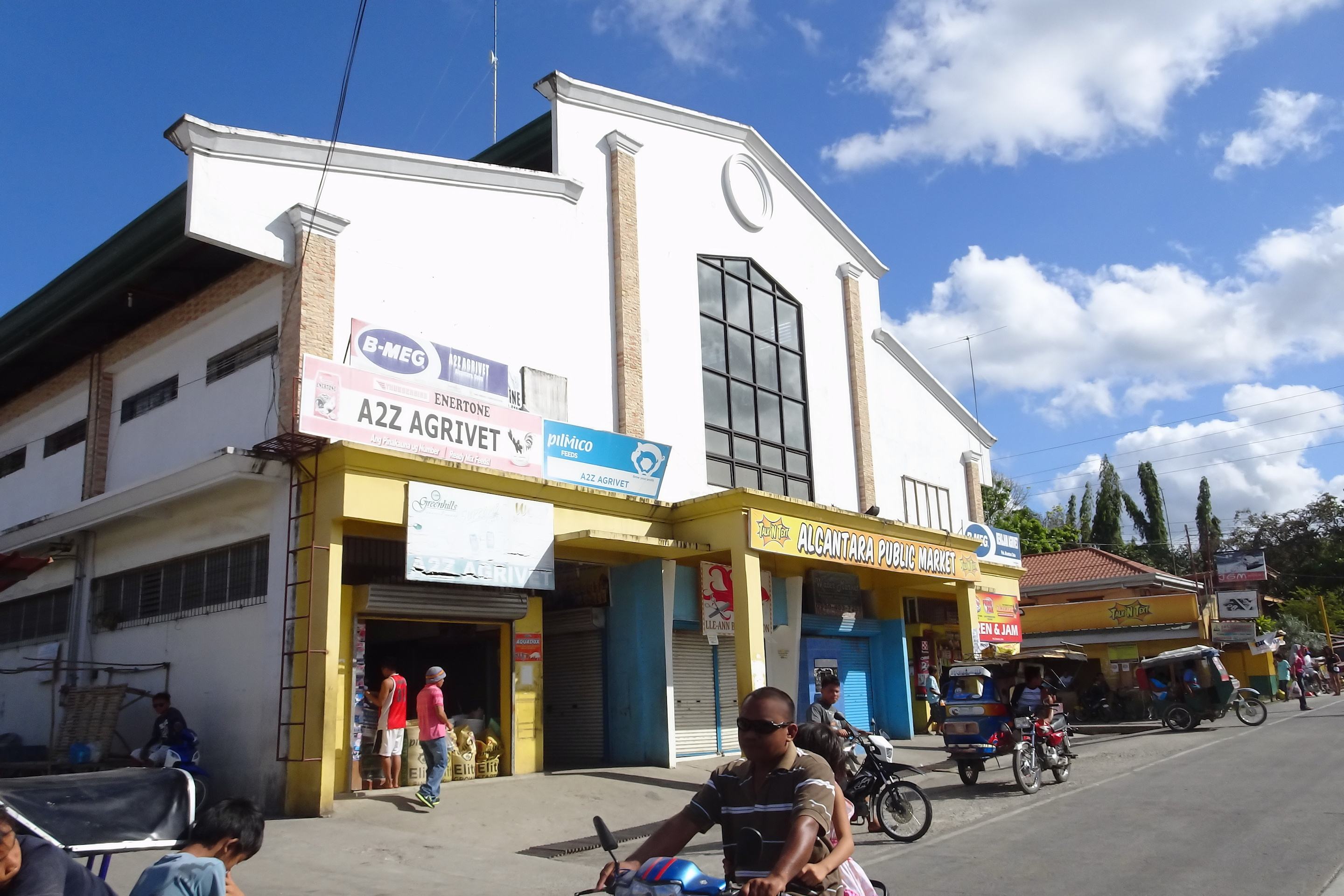
Alcantara openbare markt